# Kostel Zvěstování Panny Marie (Heřmanův Městec)
Renesanční kostel Zvěstování Panny Marie pocházející z první poloviny 16. století se nalézá na návrší obklopeném ulicemi Barákova a Pokorného ve městě Heřmanův Městec v okrese Chrudim. Hodnotný areál renesančního kostela s polodřevěnou zvonicí s pozdějšími úpravami a doplňky a cennými náhrobky je od 24. ledna 1964 chráněn jako nemovitá kulturní památka ČR.

## Historie
Renesanční kostel byl postaven v 1. polovině 16. století, pravděpodobně asi po roce 1538, za vlády Zikmunda Anděla z Ronovce..

## Popis
Prvotní kostel měl krátkou čtvercovou loď s odsazeným pravoúhlým presbytářem. Jádro stavby pochází z 2. čtvrtiny 16. století, dispozice, klenutí a torzo portálu vychází z pozdně gotických tradic. Později v 16. století byla loď prodloužena k západu na dvojnásobek, zaklenuta valeně s dvojicí styčných hřebínkových výsečí, okna lodi a presbytáře byla zvětšena. V roce 1791 byla přistavěna klasicistní sakristie, kruchta na dvou pilířích a nový západní štít. Další opravy kostela proběhly v roce 1928.
Do fasády kostela bylo zapuštěno pět náhrobních kamenů, z nichž nejstarší v podobě modlící se ženy pochází z roku 1582.
Součástí památkově chráněného areálu je vlastní kostel Zvěstování Panny Marie, dále hřbitov vymezený ohradní zdí s vloženou polodřevěnou zvonicí, tři vybrané empírové a klasicistní náhrobky a kovaný rozvilinový kříž na hřbitově.
Barokní polodřevěná zvonice s cibulovitou bání krytou šindelem postavil roku 1711 Jan Josef Špork. Zvonice má zděné přízemí využívané dříve jako márnice a dřevěné zvonové patro. Původní zvon z roku 1614 byl za druhé světové války zrekvírován a nyní se ve zvonici nalézá zvon z roku 1775 přenesený sem z původního umístění v kapli svatého Kříže.

## Galerie

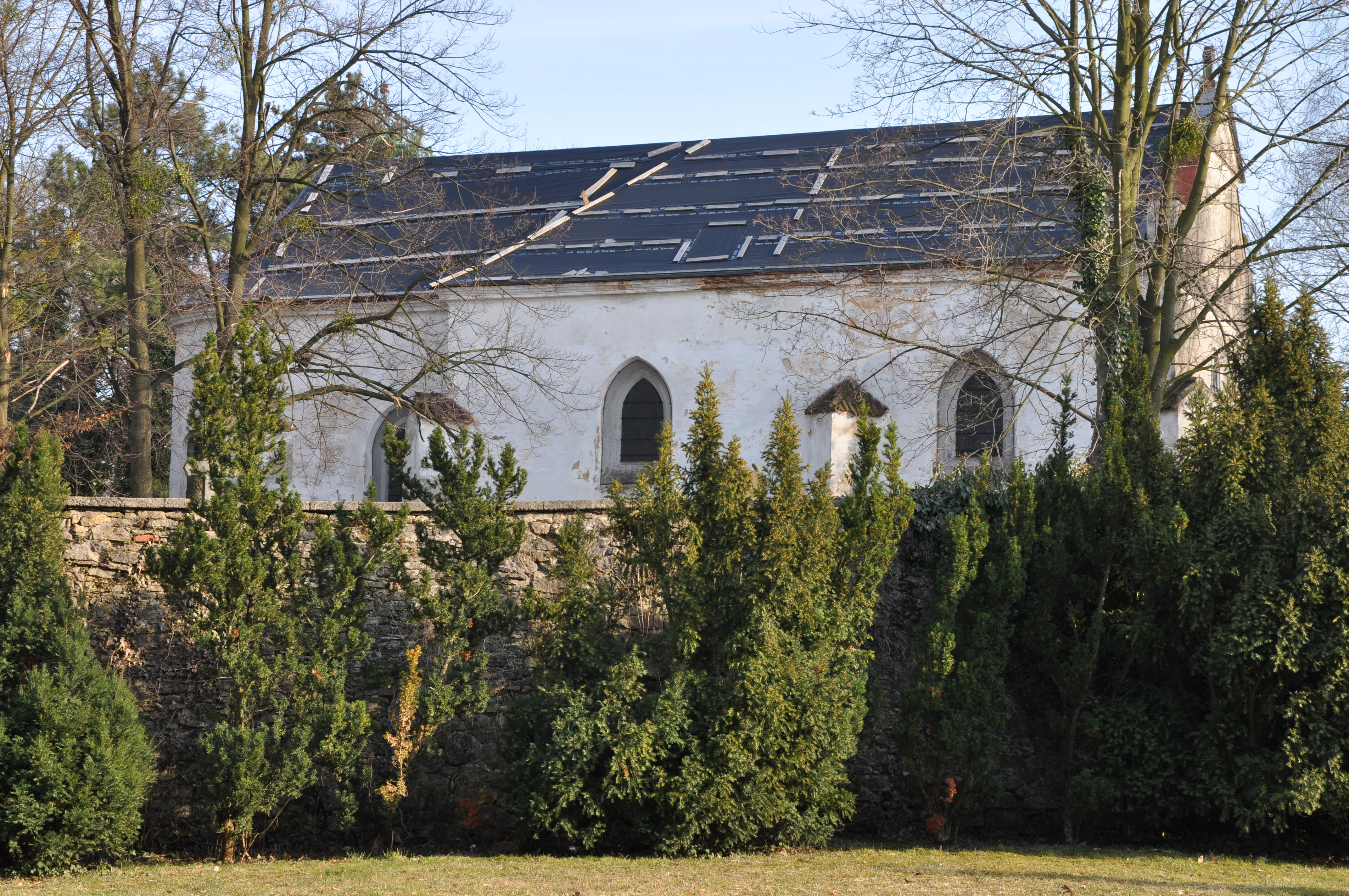
kostel Zvěstování Panny Marie
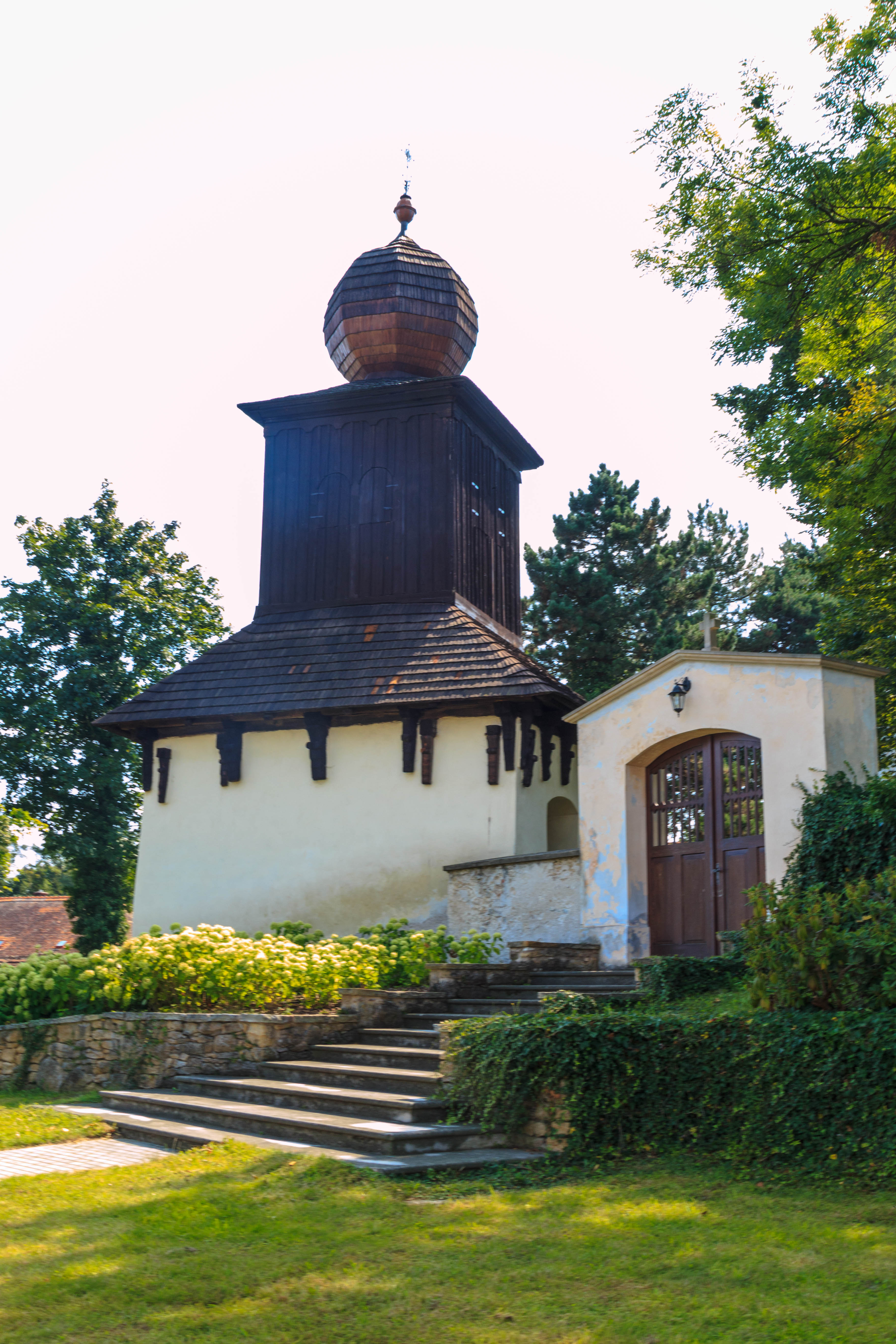
Zvonice u kostela Zvěstování Panny Marie v Heřmanově Městci